# Gudrun Hasle
Gudrun Hasle (født 16. oktober 1979) er en dansk billedkunstner, der arbejder med sin egen ordblindhed og sit personlige liv i sin kunst. Gudrun Hasle er især kendt for sine tekstbroderier, hvor hun staver ordene, som hun selv oplever, de skal staves, fulde af stavefejl. Gudrun Hasle har også lavet andre kunstprojekter med sin ordblindhed i fokus, Ordblind karoky og Indskut værdag på Frederiksberg Hovedbibliotek
Gudrun Hasle er uddannet på Det Fynske Kunstakademi 2002-2008  og Det Kongelige Danske Kunstakademi 2007-2008. I 2013 blev hun nomineret til årets bedste udstilling af Foreningen af Danske Kunstkritikere for soloudstillignen Modsmerte på Museet for Samtidskunst.
Hun har  solgt værker til Statens Kunstfond.